# Anseong
Anseong (kor. 안성) ist eine Stadt in der südkoreanischen Provinz Gyeonggi-do.

## Geographie
Die Stadt liegt ganz im Süden der Provinz, umgeben von Pyeongtaek im Westen, Icheon im Nordosten, Cheonan im Süden und Yongin im Norden. Die Stadt ist von niedrigen und höheren Bergen umringt. Der höchste Berg ist der Seounsan (서운산) mit 547 m, der im Süden eine Grenze zur Provinz Chungcheong-do bildet. Anseong liegt am Expressway 1, der Seoul mit Busan verbindet.

## Geschichte
Zwischen 1910 und 1945 war Korea Teil des Japanischen Kaiserreichs. Da Japanisch in dieser Zeit Nationalsprache war, wurde der Stadtname 安城 japanisch Anjō gelesen.
Am 1. März 1998 erhielt Anseong den Status einer Stadt (-si). Bürgermeister ist Hwang Eun-sung (황은성).

## Sehenswürdigkeiten
In Anseong befinden sich bekannte buddhistische Tempel, wie der Chiljangsa am Fuße des Chilhyeonsan.

## Fotogalerie

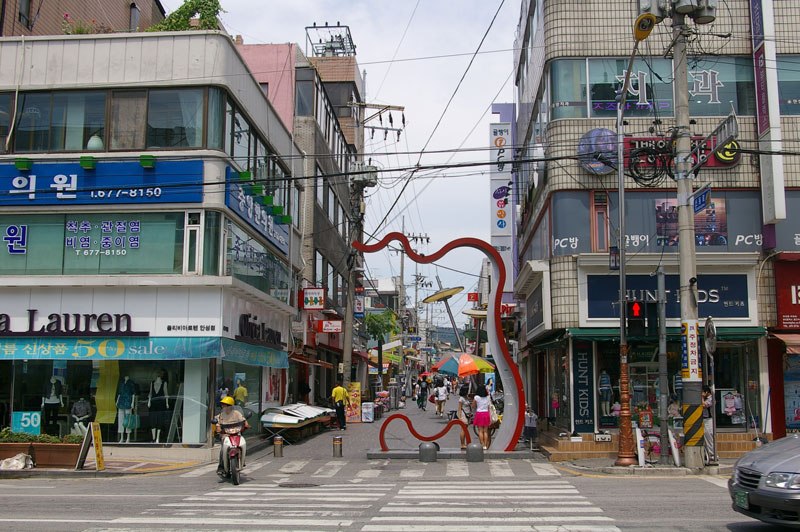
Innenstadt
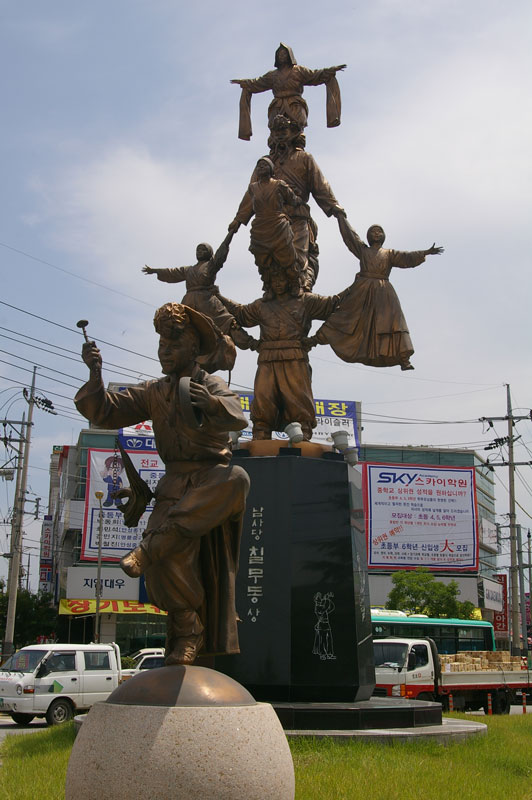
Skulptur einer Namsadang-Gruppe vor dem Rathaus der Stadt
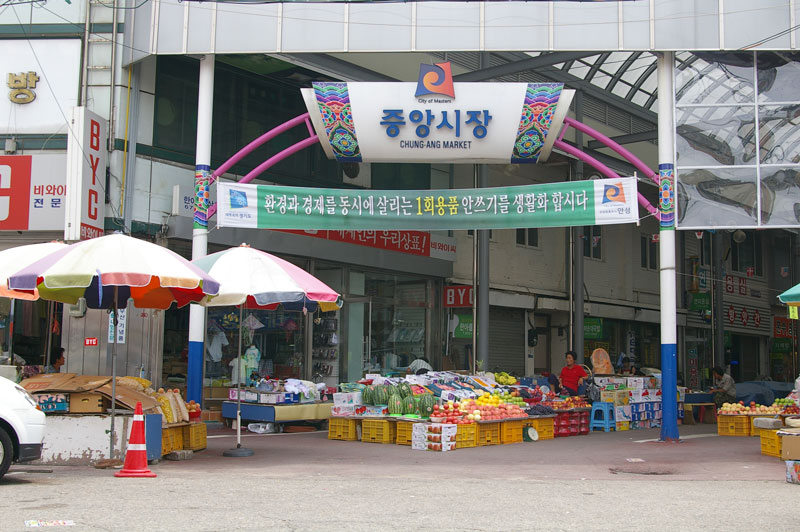
Chung-ang Market
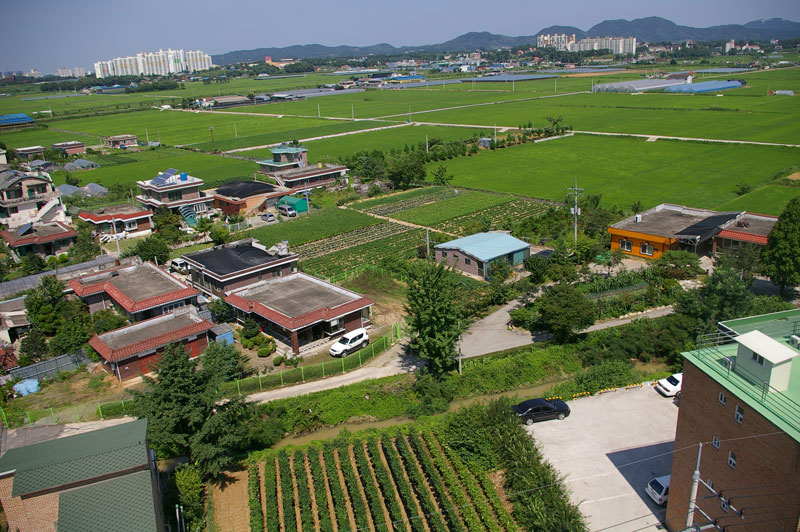
Reisfelder

## Persönlichkeiten
Folgende Personen haben eine Beziehung zu Anseong:
- Park Tu-jin († 16. September 1998 in Seoul), Lyriker, (* hier am 10. März 1916)
- Hong Sa-ik († 26. September 1946 in Manila, Philippinen), Generalleutnant der Japanischen Armee wurde hier am 4. März 1898 geboren
- Andrew Yeom Soo-jung, Kardinal-Erzbischof von Seoul (* hier am 5. Dezember 1943)